# 1-й истребительный авиационный полк (СФРЮ)
1-й истребительный полк (сербохорв. 1. lovački puk / 1. ловачки пук), он же 1-й истребительный авиационный полк — полк ВВС Федеративной Народной Республики Югославия, существовавший в 1945 году.

## История
Полк образован 18 мая 1945 года на аэродроме Задар, после завершения Народно-освободительной войны. В его состав вошли лётчики 351-й и 352-й эскадрилий ВВС Великобритании, также известных как 1-я и 2-я истребительные югославские эскадрильи. Полк был оснащён английскими истребителями Hawker Hurricane (модель Mk IV) и Supermarine Spitfire (модели Mk VC и IX). Полком командовал Джуро Иваншевич.
Полк был расформирован в августе 1945 года, а личный состав отправлен в Сомбор, где был переведён в 4-ю бомбардировочную авиационную дивизию. Часть оборудования была отправлена на аэродром Мостара.